# Nurulu
Nurulu är en ort i Azerbajdzjan.   Den ligger i distriktet İmişli Rayonu, i den centrala delen av landet, 160 km väster om huvudstaden Baku. Antalet invånare är 786.
Terrängen runt Nurulu är mycket platt. Närmaste större samhälle är Imishli, 8,1 km nordväst om Nurulu. 
Trakten runt Nurulu består till största delen av jordbruksmark. Runt Nurulu är det ganska tätbefolkat, med 58 invånare per kvadratkilometer.